# Kannibalizmus (zoológia)
A zoológiában a kannibalizmus olyan cselekedet, amely során egy egyed részben vagy egészben elfogyasztja a faja egy másik példányát. A kannibalizmus gyakori ökológiai kölcsönhatás az állatvilágban, és több mint 1500 faj esetében ismert példa az előfordulására [forrás?] (ez az adat 1981-ből származik és valószínűleg alábecsült érték).
Eltérően attól, ahogy korábban gondolták, a kannibalizmus nem csak rendkívüli élelemhiány vagy mesterséges körülmények esetén fordulhat elő, természetes körülmények között is megtörténik a különböző fajoknál. A tudósok igazolták, hogy a kannibalizmus a természetes életközösségekben mindenütt ismert. Különösen jellemző a vízi életközösségekre, melyekben az élőlények közel 90%-a valamikor az életciklusa során részt vesz a folyamatban. A kannibalizmus nem korlátozódik a húsevő fajokra, a növényevők és az üledékevők között is előfordul.

## Szexuális kannibalizmus

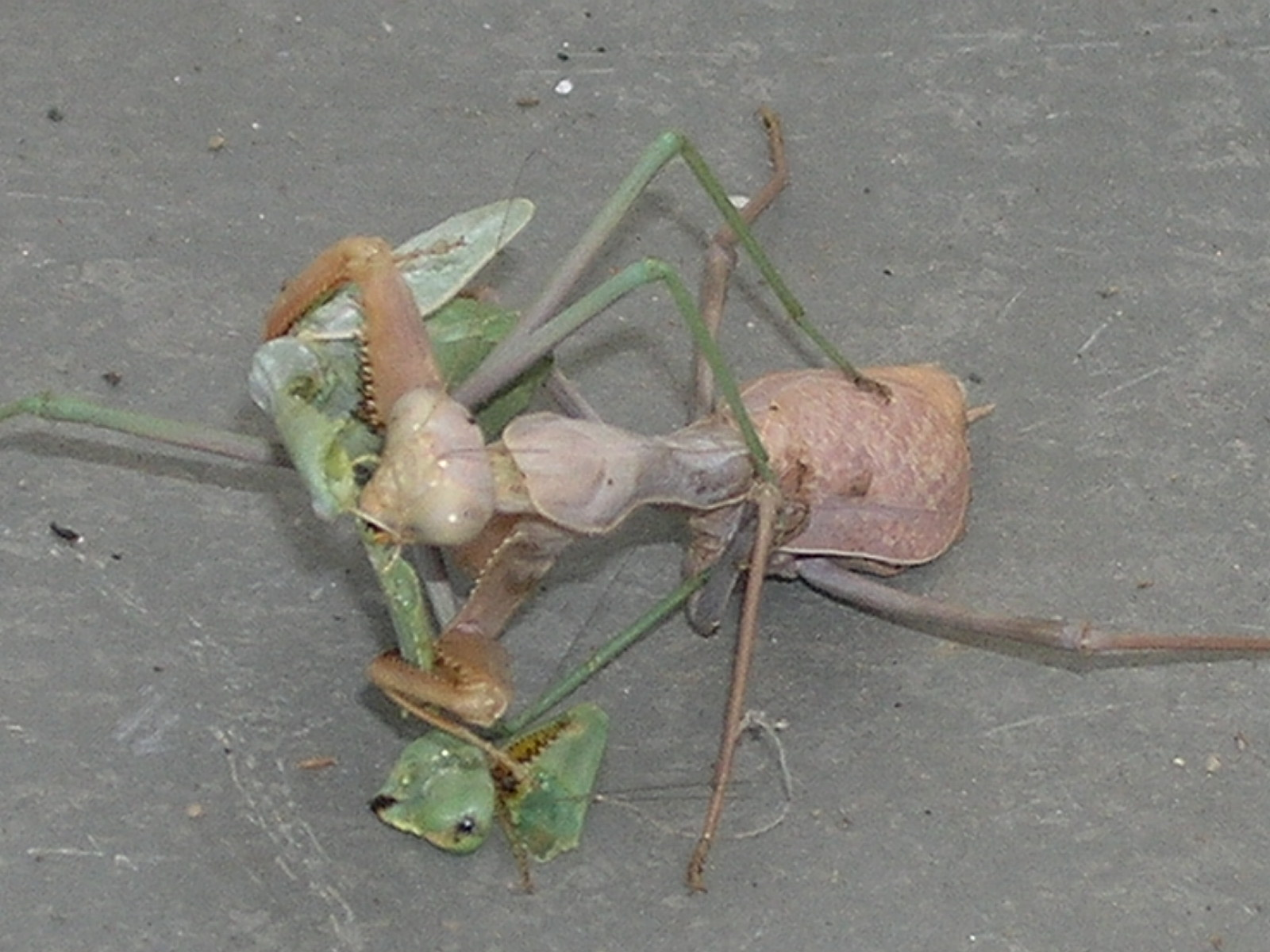
Egy nőstény imádkozó sáska (Stagmomantis carolina) felfalja a párját. Ennél a fajnál a szexuális kannibalizmus a nemek közötti találkozások közel egynegyedében fordul elő.

A szexuális kannibalizmus a kannibalizmus egyedi esete, melynél a nőstény egyed megöli és elfogyasztja ellenkező nemű fajtársát a párosodás előtt, alatt vagy után. Ritkább esetben előfordul, hogy a szerepek felcserélődnek. A szexuális kannibalizmust többek között feljegyezték a  vöröshátú pók, a fekete özvegy pók, az imádkozó sáska és a skorpió nősténye esetében.

## Méreten alapuló kannibalizmus
A méreten alapuló kannibalizmus, mely esetében a nagyobb példány fogyasztja el kisebb fajtársát, jóval gyakrabban fordul elő. Az ilyen méreten alapuló populációknál a kannibalizmus az egyedpusztulás 8 (például a Belding-ürge esetében) – 95%-át (például a szitakötőlárvák esetében) okozhatja, tehát alapvető és fontos tényező a populáció és a közösségdinamika szemszögéből. A méreten alapuló kannibalizmus gyakran figyelhető meg a természetben a különféle taxonoknál.

## Utódok elfogyasztása

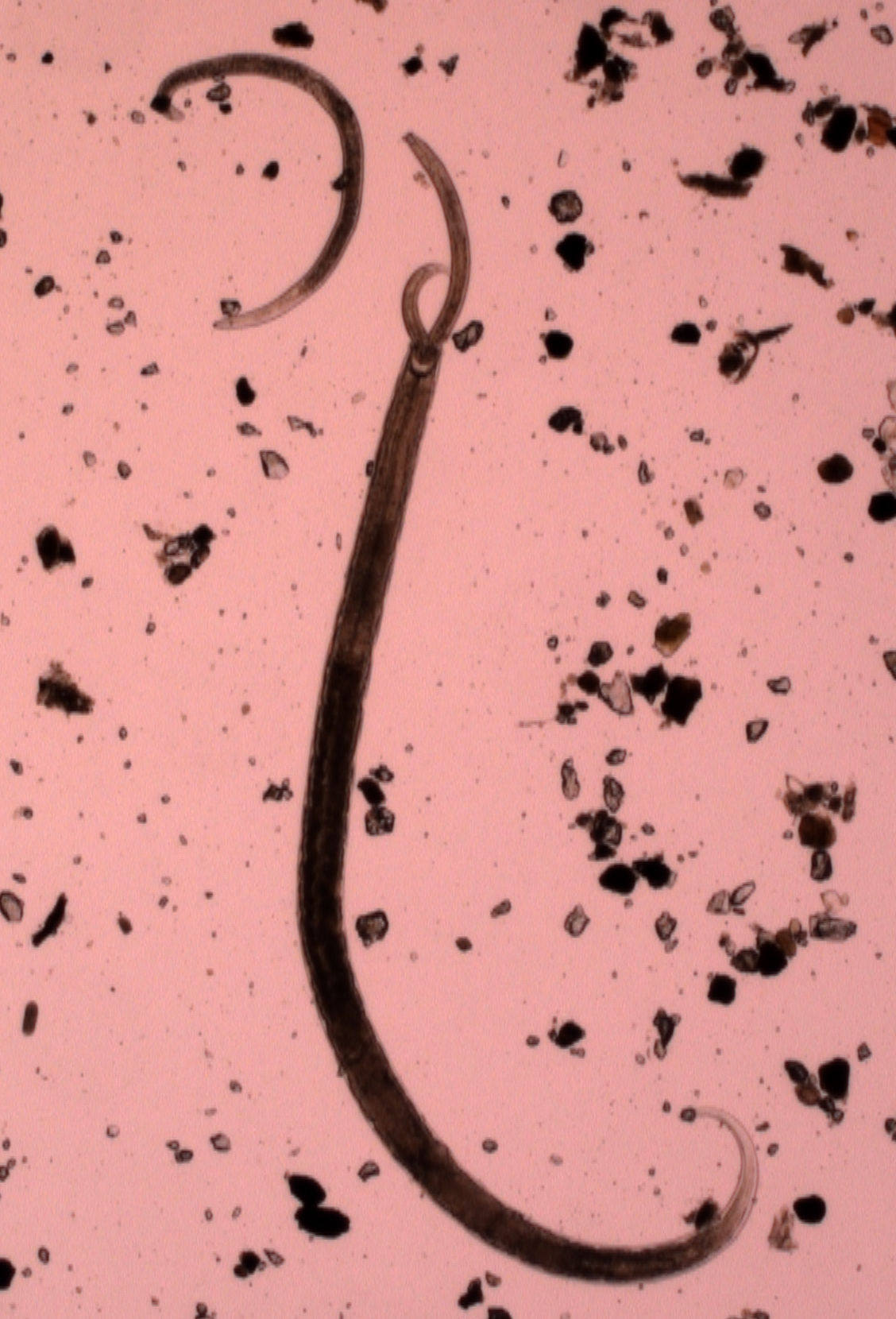
Egymással táplálkozó fonálférgek

A kannibalizmus egy másik gyakori formája az utódokkal való táplálkozás, amikor a felnőttek saját fajuk utódait (néha a saját utódaikat) fogyasztják el.
Klasszikus példái között előfordul olyan, csimpánzokkal kapcsolatos eset, amelynél a felnőtt hímek csoportjai megtámadták és megették az utódokat, de a kannibalizmus e formája a macskákra, a kutyákra, a hörcsögökre, a páviánokra, a medvékre, az oroszlánokra, valamint a halak egyes fajtáira is jellemző.
A halaknál többnyire az alábbiak figyelhetők meg:
- az összes utód elfogyasztása, amikor a szülő valamennyi ivadékot megeszi
- az utódok egy részének elfogyasztása, például a kis géb (Potamoschistus minutus) képes a tojások 40%-át megenni anélkül, hogy a szaporodás sikerét csökkentené.[21]

A mezőgazdasági területeken ismert tény, hogy a házi sertések képesek megenni a saját utódaikat, ami jelentősen hozzájárul a malacok elhullásához.

## Méhen belüli kannibalizmus
A méhen belüli kannibalizmus a húsevő fajoknál tapasztalható, melyeknél a megtermékenyítés során több embrió jön létre, de csak egy születik meg. A nagyobb vagy erősebb példány ugyanis képes kevésbé fejlett testvérével táplálkozni. Egyes esetekben a magzat fogyaszja el embrió testvérét (adelfofágia).
A tojásokkal szaporodó gerinceseknél a méhen belüli kannibalizmus megfelelője az oofágia, a tojásokkal való táplálkozás.
A méhen belüli kannibalizmus ismert a heringcápák és a foltos szalamandra esetében, de egyes csontos halaknál is előfordul. A karbon időszaki tengerimacska-alakúak közé tartozó Delphyodontos dacriformesről azt feltételezik, hogy szintén képes volt a kannibalizmus e formájára, az újszülöttek (vagy talán elvetélt példányok) éles fogai és a beleikben levő ürülék legalábbis erre enged következtetni.

## Fordítás
- Ez a szócikk részben vagy egészben a Cannibalism (zoology) című angol Wikipédia-szócikk ezen változatának fordításán alapul.  Az eredeti cikk szerkesztőit annak laptörténete sorolja fel. Ez a jelzés csupán a megfogalmazás eredetét és a szerzői jogokat jelzi, nem szolgál a cikkben szereplő információk forrásmegjelöléseként.

### Magyar nyelven
- Kannibalizmust figyeltek meg orangutánoknál, 2009. május 21. [2009. június 26-i dátummal az eredetiből archiválva]. (Hozzáférés: 2009. június 24.)

### Angol nyelven
- Thompson, Andrea: Why Some Animals Eat Their Offspring, 2007. november 14. (Hozzáférés: 2009. június 24.)